# Entourage (telenovela sul-coreana)
Entourage (hangul: 안투라지; rr: Anturaji) é uma telenovela sul-coreana exibida pela emissora tvN entre 4 de novembro a 22 de dezembro de 2016, com um total de dezesseis episódios. É estrelada por Cho Jin-woong, Seo Kang-joon, Lee Kwang-soo, Park Jung-min e Lee Dong-hwi.
Seu enredo sobre a vida na indústria do entretenimento, é baseado na série de televisão estadunidense de mesmo nome. 

## Enredo
Conta a história da estrela de cinema Cha Young-bin (Seo Kang-joon) e seu respectivo grupo de amigos, atravessando a indústria do entretenimento e desfrutando de todas as vantagens ao longo do caminho. 

## Elenco

### Principal
- Cho Jin-woong como Kim Eun-gab

O CEO de uma empresa de administração, um agente poderoso e bem conectado, que transforma Young-bin de um ator de rosto bonito em uma estrela em ascensão.
- Seo Kang-joon como Cha Young-bin

Uma super estrela em ascensão de 20 anos, conhecido por sua aparência bonita. Apesar de sua fama, ele é um ator insípido com delírios de grandeza artística.
- Lee Kwang-soo como Cha Joon

Primo de Young-bin. Um ex-membro do Sugar Boys, um grupo ídolo que estreou no fim dos anos 90. Agora ele é um ator que luta desesperadamente por fama.
- Park Jung-min como Lee Ho-jin

A.k.a. "Cup Noodles", ele é o melhor amigo de Young-bin. Um rapaz comum que é jogado no mundo do entretenimento quando seu melhor amigo se torna uma estrela. Ele agora atua como gerente pessoal de Young-bin e, apesar de se sair bem, é maltratado pelo CEO, fazendo com que ele seja cético em relação ao seu trabalho.
- Lee Dong-hwi como Geo-book (Tartaruga)

Amigo de infância de Young-bin e Ho-jin. Um rapaz inteligente e positivo, mas que não tem sorte com as mulheres. Ele atua como motorista e funcionário de trabalhos temporários do grupo.

### De apoio
- Kim Hye-in como Seo Ji-an, um designer de interiores com conexões com celebridades.
- Ahn So-hee como Ahn So-hee, atriz famosa e primeiro amor de Young-bin.
- Choi Myung-gil como Kang Ok-ja, mãe de Ji-an.
- Yoon Ji-hye como Yoon Se-na, esposa de Eun-gab.
- Amber Liu como Joy Jung, secretária de Eun-gab.
- Ryu Han-bee como Kim Yoo-bin, filha de Eun-gab.
- Jang So-yeon como Jo Tae-young, CEO da Idea Production Company.

### Participações especiais
- Ha Jung-woo (Ep 1)[3]
- Kim Tae-ri (Ep 1)
- Park Chan-wook (Ep 1)[4]
- Lee Tae-im como ex-namorada de Cha Young-bin (Ep 1)
- Mamamoo (Ep 1)[5]
- Im Na-young (I.O.I) e Kim Chung-ha (I.O.I) (Ep 1)
- Kim Kwang-hyun do SK Wyverns (Ep 2)
- Clara Lee (Ep 2)
- DJ Soda (Ep 2)
- Boom (Ep 3)
- Spica (Ep 3)
- Jin Seon-kyu amigo de Eun-gab (Ep 3, 4 & 6)
- Song Ji-hyo (Ep 3)[6]
- Hyukoh (Ep 3)
- Park Han-byul (Ep 3)
- Song Hae-na (Ep 3)
- Jin Goo (Ep 4)
- Ahn Hye-kyung (Ep 4)
- Lee Eun (Ep 4, 5 & 6)
- Jin Jae-young (Ep 4)
- Lee Jun-ik (Ep 4)[7]
- Kim Sung-kyun (Ep 4)[8]
- Kang Ha-neul (Ep 5)[9]
- Koo Young-joon (Ep 5)
- Kim Ki-bang (Ep 5)[10]
- In Gyo-jin (Ep 6)
- So Yi-hyun (Ep 6)[11]
- San E (Ep 6)
- Nam Da-reum como Wang Ho (Ep 6)
- Lee Da-in (Ep 7)
- Simon D (Ep 7)
- Killagramz (Ep 7)
- Heo Tae Hee como diretor administrativo de Ahn So-hee (Ep 7)
- Ji Suk-jin (Ep 9)
- Julien Kang (Ep 9)
- Sam Kim (Ep 9)
- Kyung Soo-jin como Seung-hyo (Ep 10)
- Moon Geun-young (Ep 12)
- Oh Chang-seok (Ep 13)
- Lee Sun-bin (Ep 13)
- Oh Dae-hwan como Diretor Yang (Ep 13)
- Lee El (Ep 13 & 14)
- Oh Dal-su (Ep 14)
- Ha Yeon-joo (Ep 14)
- Lee Min-ji como Mi-na (Ep 14)
- Lee Joo-yeon (Ep 14 & 15)
- Lee Sung-min (Ep 16)
- Song Won Seok como modelo.

## Produção
A primeira leitura do roteiro de Entourage ocorreu em 28 de maio de 2016 no CJ E&M Center em Sangamdong, Seul, Coreia do Sul. As filmagens iniciaram-se em 1 de junho de 2016 em um clube em Gangnam, Seul, e mais tarde, encerrado em 26 de setembro de 2016.
Entourage foi totalmente pré-produzido e também estreou simultaneamente no Japão e na China. Seus direitos de transmissão foram vendidos a este último, por 300.000 mil dólares por episódio.

## Trilha sonora
1. "Masitnonsoul" - Hyukoh
2. "The Good" - Dok2 (com participação de Hash Swan)
3. "2Night" - Eddy Kim & Punchnello
4. "Entourage" - Samuel Seo
5. "Even You" - Reddy (com participação de Kim Boa do Spica)
6. "Put it down"	- Dok2 (com participação de Kim Hyo-eun e Changmo)
7. "Up up and away" - Beenzino (Prod. por Shimmy Twice)

## Recepção
Entourage obteve uma baixa audiência durante sua exibição na Coreia do Sul. Especulou-se que o motivo seria devido o título ser atípico ao padrão de dramas coreanos, particularmente em relação a seu humor negro e talvez a sensação de produção estadunidense.
Na tabela abaixo, os números azuis representam as audiências mais baixas e os números vermelhos representam as audiências mais elevadas.
| Episódio | Data de transmissão    | Audiência média | Audiência média |
| Episódio | Data de transmissão    | AGB Nielsen     | TNmS            |
| Episódio | Data de transmissão    | Em todo o país  | Em todo o país  |
| -------- | ---------------------- | --------------- | --------------- |
| 1        | 4 de novembro de 2016  | 2.264%          | 2.8%            |
| 2        | 5 de novembro de 2016  | 1.162%          | 1.5%            |
| 3        | 11 de novembro de 2016 | 1.621%          | 1.8%            |
| 4        | 12 de novembro de 2016 | 0.749%          | 1.2%            |
| 5        | 18 de novembro de 2016 | 0.946%          | 1.4%            |
| 6        | 19 de novembro de 2016 | 0.617%          | 0.8%            |
| 7        | 25 de novembro de 2016 | 1.072%          | 1.1%            |
| 8        | 26 de novembro de 2016 | 0.670%          | 0.8%            |
| 9        | 2 de dezembro de 2016  | 1.117%          | 1.4%            |
| 10       | 3 de dezembro de 2016  | 0.695%          | 0.9%            |
| 11       | 9 de dezembro de 2016  | 1.046%          | 1.4%            |
| 12       | 10 de dezembro de 2016 | 0.916%          | 1.0%            |
| 13       | 16 de novembro de 2016 | 0.784%          | 1.6%            |
| 14       | 17 de novembro de 2016 | 0.705%          | 1.1%            |
| 15       | 23 de novembro de 2016 | 0.960%          | 1.0%            |
| 16       | 24 de novembro de 2016 | 0.736%          | 1.0%            |
| Média    | Média                  | 1.004%          | 1.3%            |